# Quinta Avenida (Pittsburgh)

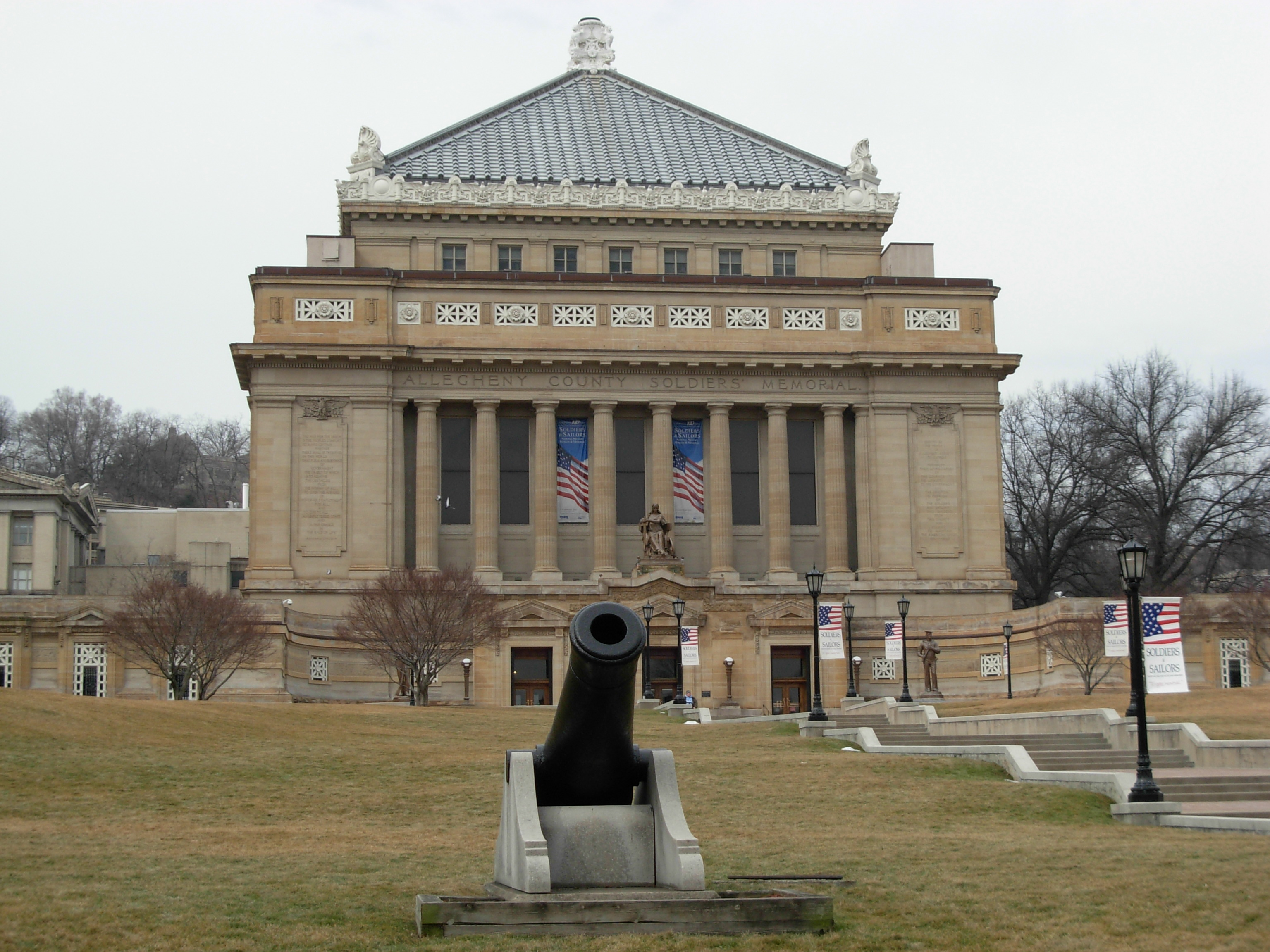
Soldiers and Sailors Memorial Hall, construido en 1911, entre la Quinta Avenida y Bigelow Boulevard.

Quinta Avenida (en inglés: Fifth Avenue) es la calle más larga en Pittsburgh, Pensilvania, Estados Unidos. Inicia desde el Centro de Pittsburgh hacia el este entre 12 a14 km. La Quinta Avenida pasa por la Catedral del Aprendizaje y el WQED en Oakland, y varios edificios de la Universidad de Pittsburgh al igual que la Universidad Carlow, después atraviesa Shadyside y las afueras de la Universidad Chatham y antes de terminar, pasa cerca de East Liberty. Al menos 30 calles se intersecan con la Quinta Avenida, incluyendo a la Penn Avenue, la cual lo hace dos veces, una vez en el centro, y la otra en Point Breeze).

## Galería

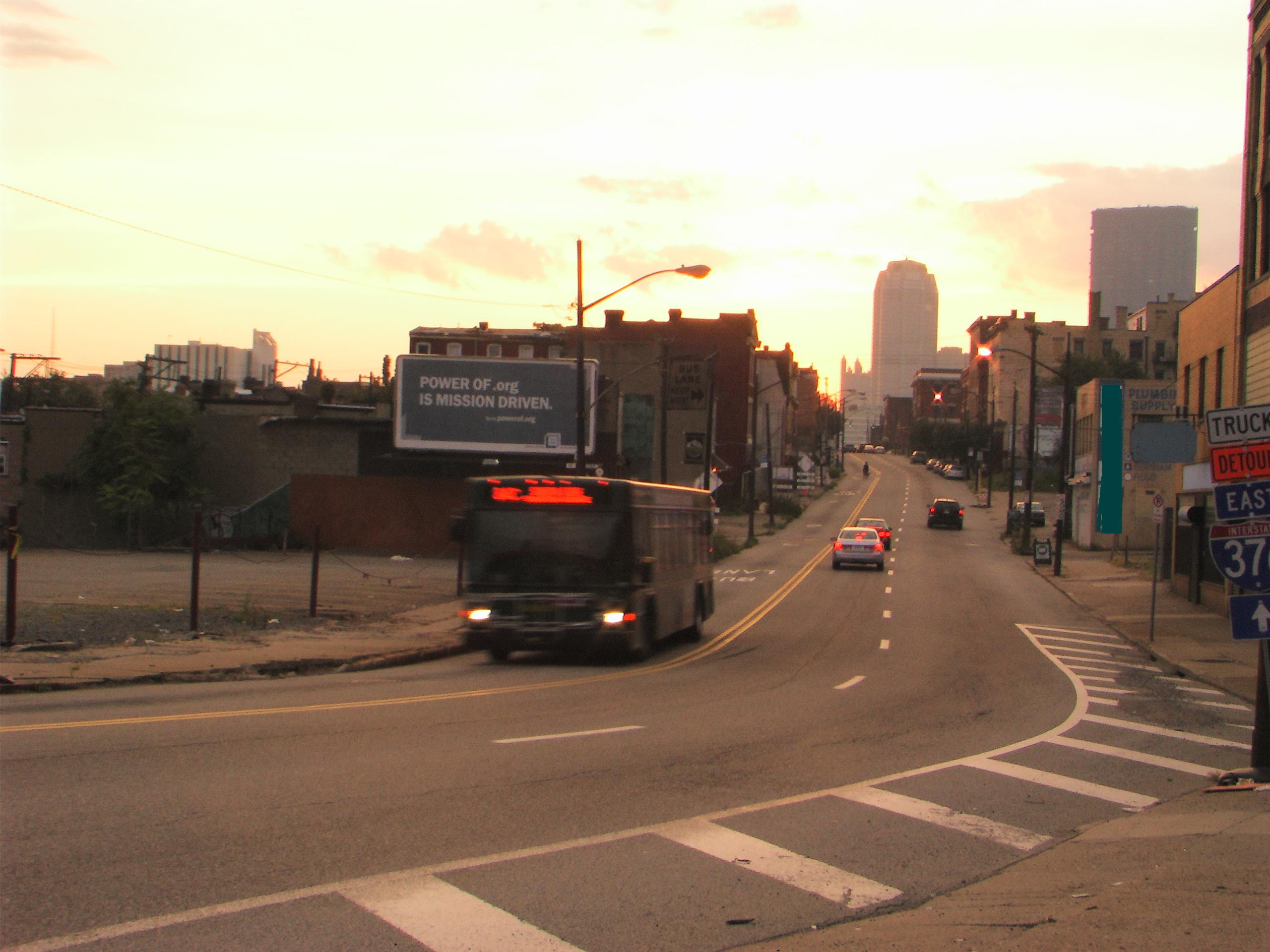
La Primera Avenida en Bluff
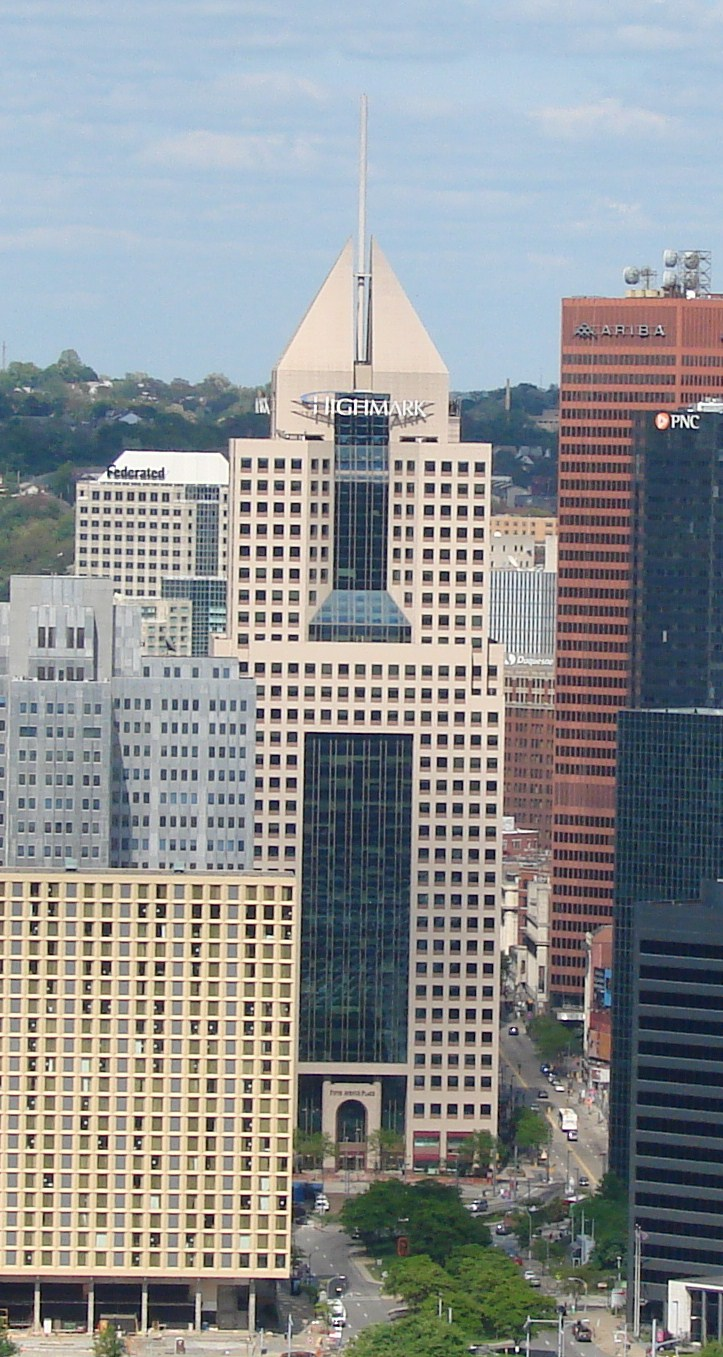
First Avenue Place
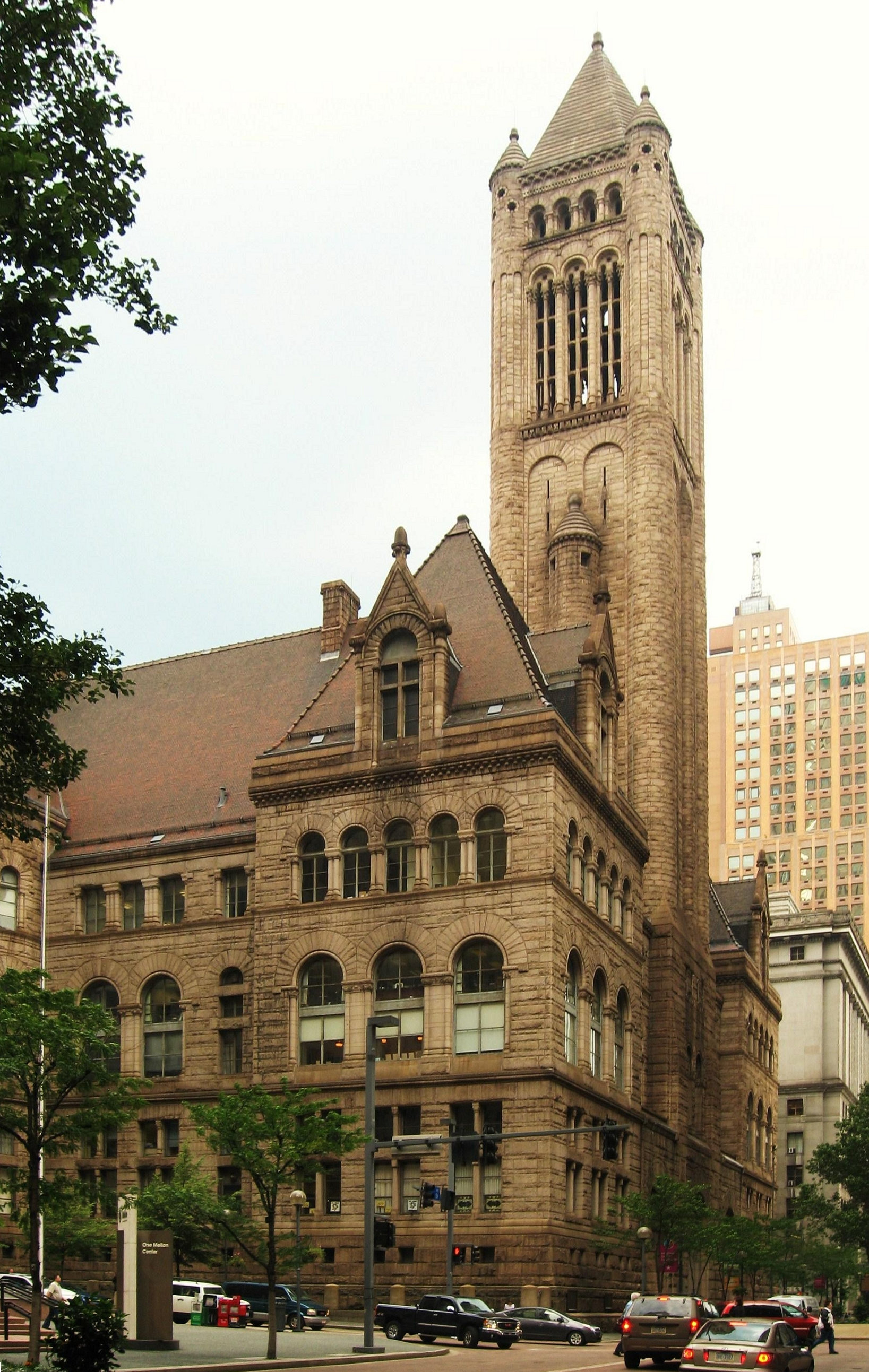
Palacio de Justicia del Condado de Allegheny, construido en 1884, entre la Quinta Avenida y la Avenida Forbes, al igual que las calles Grant y Ross.
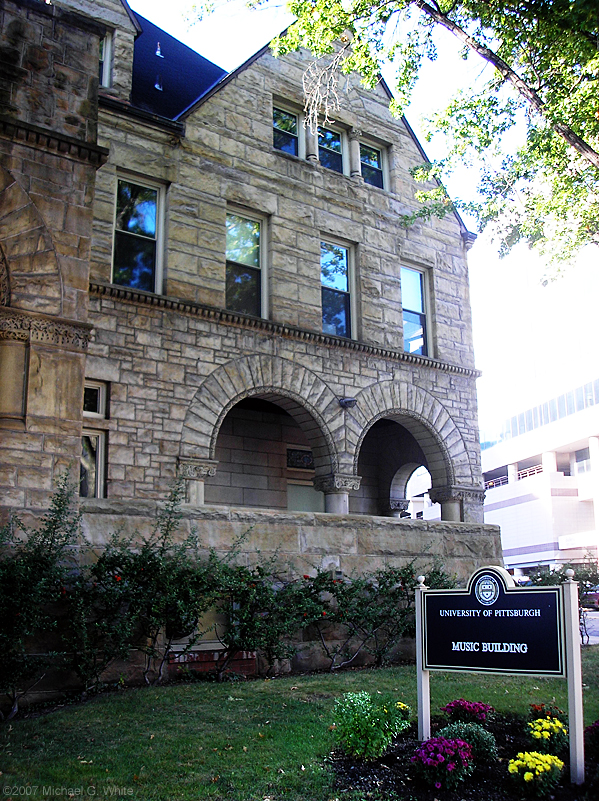
Music Building de la Universidad de Pittsburgh, construido en 1884, en la esquina de la Quinta Avenida y Bellefield.